# Phanoptis vitrina
Phanoptis vitrina är en fjärilsart som beskrevs av Druce 1886. Phanoptis vitrina ingår i släktet Phanoptis och familjen tandspinnare. Inga underarter finns listade i Catalogue of Life.